# ریور ولی، سنگاپور
ریور ولی (به انگلیسی: River Valley) یک ناحیهٔ شهری در کشور سنگاپور است که در سرشماری سال ۲۰۱۰ میلادی، ۸٬۲۰۶ نفر جمعیت داشته‌است.